# Yŏnggwang
Yŏnggwang (kor. 영광군, Yŏnggwang-gun) – powiat w Korei Północnej, w prowincji Hamgyŏng Południowy. W 2008 roku liczył 103 532 mieszkańców. Graniczy z powiatami Changjin i Sinhŭng od północy, Taehŭng (prowincja P’yŏngan Południowy) od zachodu, Hamju od południa, a także z miastem Hamhŭng od południowego wschodu. Przez powiat przebiegają dwie linie kolejowe: 91-kilometrowa linia kolejowa Sinhŭng Ch'ŏngnyŏn, łącząca miasto Hamhŭng i powiat Pujŏn, a także 58-kilometrowa linia kolejowa Jangjin, łącząca stacje Yŏnggwang oraz Sasu (powiat Changjin).

## Historia
Przed wyzwoleniem Korei spod okupacji japońskiej tereny należące do powiatu wchodziły w skład powiatu Hamju. W obecnej formie powstał jako powiat Oro w wyniku gruntownej reformy podziału administracyjnego w grudniu 1952 roku. W jego skład weszły wówczas tereny należące wcześniej do miejscowości Hagich'ŏn, Sanggich'ŏn, Hajoyang, Jubuk,  Kigok (powiat Hamju), a także Oro (19 wsi). Na Yŏnggwang (Chwała) powiat Oro został przemianowany w październiku 1981 roku.

## Podział administracyjny powiatu
W skład powiatu wchodzą następujące jednostki administracyjne:
| Nazwa jednostki administracyjnej | Rodzaj jednostki administracyjnej | Chosŏn'gŭl   | Hancha       |
| -------------------------------- | --------------------------------- | ------------ | ------------ |
| Yŏnggwang-ŭp                     | miasteczko                        | 영광읍       | 榮光邑       |
| Sujŏn-rodongjagu                 | dzielnica robotnicza              | 수전로동자구 | 水電勞動者區 |
| Inda-ri                          | wieś                              | 인다리       | 仁多里       |
| P'ungho-ri                       | wieś                              | 풍호리       | 豊豪里       |
| Ponghŭng-ri                      | wieś                              | 봉흥리       | 鳳興里       |
| Ryongdong-ri                     | wieś                              | 룡동리       | 龍洞里       |
| Tongyang-ri                      | wieś                              | 동양리       | 東陽里       |
| Ssangsong-ri                     | wieś                              | 쌍송리       | 雙松里       |
| Sinsang-ri                       | wieś                              | 신상리       | 新上里       |
| Sangt'ong-ri                     | wieś                              | 상통리       | 上通里       |
| Sanch'ang-ri                     | wieś                              | 산창리       | 山昌里       |
| Sangjung-ri                      | wieś                              | 상중리       | 上中里       |
| P'ungsang-ri                     | wieś                              | 풍상리       | 豊上里       |
| Jadong-ri                        | wieś                              | 자동리       | 楮洞里       |
| Kwansu-ri                        | wieś                              | 관수리       | 觀水里       |
| Jŏntong-ri                       | wieś                              | 전동리       | 典洞里       |
| Ch'ŏnbulsan-ri                   | wieś                              | 천불산리     | 千佛山里     |
| Kisang-ri                        | wieś                              | 기상리       | 岐上里       |
| Tongjung-ri                      | wieś                              | 동중리       | 東中里       |
| Sindŏk-ri                        | wieś                              | 신덕리       | 新德里       |
| Samhŭng-ri                       | wieś                              | 삼흥리       | 三興里       |
| Hwajang-ri                       | wieś                              | 화장리       | 花藏里       |
| Jungsang-ri                      | wieś                              | 중상리       | 中上里       |
| Hŭngbong-ri                      | wieś                              | 흥봉리       | 興峰里       |
| Huju-ri                          | wieś                              | 후주리       | 厚柱里       |
| Janghŭng-ri                      | wieś                              | 장흥리       | 長興里       |